# Gibeá
Gibeá era uma cidade no território da tribo israelita de Benjamim, também chamada "Gibeá de Benjamim", "Gibeá dos filhos de Benjamim" e "Gibeá de Saul".. Ficava perto da estrada principal entre Jerusalém e Ramá. Servia bem como ponto de observação em tempos de guerra, por estar em uma posição elevada na cordilheira central da Palestina. Atualmente, os historiadores, em geral, identificam esta cidade com Tell el-Ful (Giv‛at Sha’ul), situada a uns 5 quilômetros ao norte do monte do Templo em Jerusalém.

## No tempo dos Juízes
Neste período a cidade de Gibeá figurou num incidente que quase levou ao extermínio de toda a tribo de Benjamim. Um homem idoso convidou um levita efraimita e sua concubina a pernoitarem com ele. Logo depois, homens imprestáveis de Gibeá cercaram a casa, exigindo que o levita lhes fosse entregue, de modo a terem relações sexuais com ele. Depois de o levita ter entregue sua concubina nas mãos deles, estes abusaram tanto dela a noite toda, que ela morreu de manhã. Visto que a tribo de Benjamim protegeu os homens culpados de Gibeá, as outras tribos guerrearam contra Benjamim. Duas vezes sofreram grandes perdas, antes de finalmente derrotarem os benjamitas e consignarem Gibeá ao fogo.

## No tempo dos Reis
Gibeá era a cidade do primeiro rei de Israel, Saul, e evidentemente também de Itai, um dos poderosos do segundo rei de Israel de Davi, bem como de Aiezer e de Joás, dois guerreiros que se juntaram a Davi em Ziclague. Gibeá serviu também como primeira capital do reino israelita sob Saul. As operações de guerra de Saul contra os filisteus foram lançadas na vizinhança de Gibeá.
Durante o reinado de Davi, sete dos filhos e netos de Saul foram mortos em Gibeá, por causa da culpa de sangue que recaía sobre a casa de Saul por ele ter morto muitos gibeonitas.